# 안빈 이씨
안빈 이씨(安嬪 李氏, 1622년 음력 9월 ~ 1693년 음력 10월)는 조선의 제17대 왕 효종의 후궁이다. 효종이 대군 시절에 들인 후궁이었으나 숙녕옹주를 낳고 7년 후에야 숙원의 품계를 받았다가 뒤에 귀인이 되고, 다시 숙종때 가서 빈의 책호를 받았다.

## 생애
본관은 경주이다. 1622년(광해군 14년)에 태어났으며, 아버지는 이응헌이다. 효종이 봉림대군으로 있을 때 그의 첩이 되었다. 이씨는 병자호란 당시 청나라 심양에 볼모로 끌려갔던 봉림대군을 끝까지 보필하였고, 훗날 효종의 손자인 숙종은 이 공을 높이 사 그녀를 조천하지 못하도록 하고 역대 왕이 계속해서 제사를 지내주게 하였다.
1661년(현종 2년)에 종2품 숙의로 품계가 올라갔고, 이후 종1품 귀인에 책봉되었다가 1686년(숙종 12년) 정1품 빈에 책봉되어 안빈(安嬪)의 작호를 받았다.
1693년(숙종 19년) 음력 10월 72세를 일기로 사망하였다.
그녀의 묘는 경기도 남양주시 진건읍 송릉리에 있으며, 1991년 10월 25일 사적 제366호로 지정되었다.. 이씨는 효종과의 사이에서 숙녕옹주를 낳았다.

## 가족 관계
- 아버지 : 이응헌(李應憲, 생몰년 미상)
  - 남편 : 제17대 효종(孝宗, 1619~1659, 재위:1649~1659)
    - 딸 : 숙녕옹주(淑寧翁主, 1649[6]~1666[7]) - 박필성(朴弼成)에게 하가